# Liste des 100 espèces les plus menacées
La liste des 100 espèces les plus menacées est un recensement des animaux, des plantes et des champignons les plus menacés dans le monde. Elle est le résultat d'une collaboration entre plus de 8 000 scientifiques de la Commission de la sauvegarde des espèces (SSC) de l'Union internationale pour la conservation de la nature (UICN), ainsi que de la Zoological Society of London. Le rapport a été publié par cette dernière en 2012 sous le titre : Priceless or Worthless ?

Elle est validée et rendue publique le 11 septembre 2012 lors d'une réunion de l'UICN à Jeju en Corée du Sud. Cette liste a également paru dans différents quotidiens nationaux,.

## Liste des espèces
| Espèces                          | Noms vernaculaires                            | Type             | Image                                                      | Répartition géographique | Population estimée                       | Menaces |
| -------------------------------- | --------------------------------------------- | ---------------- | ---------------------------------------------------------- | --- | ---------------------------------------- | --- |
| Abies beshanzuensis              | Sapin de Baishanzu                            | Plante           |                                                            | Monts Baishanzu, Zhejiang, Chine | 5 individus adultes                      | - agriculture - incendie |
| Actinote zikani                  | Actinote zikani d'Almeida                     | Insecte          |                                                            | Forêt atlantique près de São Paulo, Brésil | Inconnu                                  | - perte d'habitat à cause de l'expansion humaine                                                                                                  |
| Aipysurus foliosquama            | Serpent de mer à écailles                     | Reptile          |                                                            | Récif d'Ashmore et récif Hibernia, mer de Timor | Inconnu                                  | - Inconnu — probablement la dégradation des habitats des récifs coralliens                                                                        |
| Amanipodagrion gilliesi          | Agrion orangé                                 | Insecte          |                                                            | Forêt d'Amani-Sigi, Monts Usambara, Tanzanie | < 500 individus                          | - faible population et pollution de l'eau |
| Anisolabis seychellensis         | Perce-oreille des Seychelles                  | Insecte          |                                                            | Morne Blanc, Mahé, Seychelles | Inconnu                                  | - plantes invasives - changement climatique |
| Antilophia bokermanni            | Manakin de Bokermann                          | Oiseau           |                                                            | Chapado do Araripe, sud du Ceará, Brésil | 779 individus                            | - croissance de l'agriculture - installations récréatives - détournement des eaux                                                                 |
| Aphanius transgrediens           | Aci Göl Killifish                             | Poisson          |                                                            | Bassins versants au sud-est du lac Acıgöl, Turquie | Quelques centaines de couples            | - compétition et prédation par Gambusia - construction de routes                                                                                  |
| Aproteles bulmerae               | Roussette de Nouvelle-Guinée                  | Mammifère        |                                                            | Grotte de Luplupwintern, Province ouest, Papouasie-Nouvelle-Guinée                                                                                            | Approximativement 150 individus          | - chasse - dérangement de la grotte |
| Ardea insignis                   | Héron impérial                                | Oiseau           |                                                            | Bhoutan, Nord-Est de l'Inde et de la Birmanie | 70–400 individus                         | - construction de barrage hydroélectrique |
| Ardeotis nigriceps               | Outarde à tête noire                          | Oiseau           |                                                            | Rajasthan, Gujarat, Maharashtra, Andhra Pradesh, Karnataka et Madhya Pradesh en Inde                                                                          | 50–249 individus adultes                 | - développement de l'agriculture |
| Astrochelys yniphora             | Tortue à soc                                  | Reptile          |                                                            | Région de la baie de Baly, Madagascar | 440–770 individus                        | - prélèvement illégal pour le commerce international d'animaux de compagnie                                                                       |
| Atelopus balios                  | Crapaud de Rio Pescado Stubfoot               | Amphibien        | Atelopus_balios                                            | Azuay, provinces de Cañar et de Guyas, Équateur | Inconnu                                  | - maladie infectieuse (chytridiomycosis) - exploitation forestière - expansion de l'agriculture                                                   |
| Aythya innotata                  | Fuligule de Madagascar                        | Oiseau           |                                                            | Lacs volcaniques au Nord de Bealanana, Madagascar | Environ 20 individus adultes             | - agriculture - chasse et pêche - introduction de poisson                                                                                         |
| Azurina eupalama                 | Poisson demoiselle des Galapagos              | Poisson          |                                                            | Inconnu | Inconnu                                  | - changements climatiques - changements océanographiques liés au phénomène El Niño de 1982-1983                                                   |
| Bahaba taipingensis              | Bahaba chinois                                | Poisson          |                                                            | Côte chinoise du fleuve Yangtsé, Chine et Hong Kong | Inconnu                                  | - surpêche en raison de son utilisation dans la médecine traditionnelle                                                                           |
| Batagur baska                    | Tortue fluviale de l'Inde                     | Reptile          |                                                            | Bangladesh, Cambodge, Inde, Indonésie et Malaisie | Environ 100 individus adultes            | - exportations illégales en Chine |
| Bazzania bhutanica               | Bazzanie du Bhoutan                           | Plante           |                                                            | Budini et Lafeti Khola, Bhoutan | Deux populations                         | - déforestation - sur-pâturage - développement |
| Beatragus hunteri                | Hirola                                        | Mammifère        |                                                            | Sud-Est du Kenya et possiblement Sud-Ouest de la Somalie | < 1 000 individus                        | - perte d'habitat - compétition avec les troupeaux - braconnage                                                                                   |
| Bombus franklini                 | Bourdon de Franklin                           | Insecte          |                                                            | Oregon et Californie | Inconnu                                  | - maladie venant des abeilles domestiquées - destruction et dégradation d'habitat                                                                 |
| Brachyteles hypoxanthus          | Muriqui du Nord                               | Mammifère        |                                                            | Forêt atlantique et Sud-Est du Brésil | < 1 000 individus                        | - déforestation et exploitation forestière à grande échelle                                                                                       |
| Bradypus pygmaeus                | Paresseux nain                                | Mammifère        |                                                            | Île Escudo de Veraguas, Panama | < 500 individus                          | - exploitation illégale des mangroves pour le combustible et la construction - chasse                                                             |
| Callitriche pulchra              | Callitriche superbe                           | Plante           |                                                            | Piscines naturelles de Gavdos, Grèce | Inconnu                                  | - exploitation de l'habitat par les troupeaux - modification des piscines par les autochtones                                                     |
| Calumma tarzan                   | Caméléon tarzan                               | Reptile          |                                                            | Région d'Anosibe An'ala, Madagascar | < 100 individus                          | - agriculture |
| Cavia intermedia                 | Cochon d'Inde de Santa Catarina               | Mammifère        |                                                            | Moleques do Sul, Santa Catarina, Brésil | 40–60 individus                          | - perturbation de l'habitat - chasse possiblement - conséquence d'une micro-population                                                            |
| Cercopithecus roloway            | Cercopithèque de Roloway                      | Mammifère        |                                                            | Côte d'Ivoire | Inconnu                                  | - chasse - perte d'habitat |
| Coleura seychellensis            | Chauve-souris des Seychelles                  | Mammifère        |                                                            | Deux petites grottes sur les îles Silhouette et Mahé, Seychelles                                                                                              | +/- 30 individus                         | - dégradation de l'habitat - prédation par des espèces invasives                                                                                  |
| Cryptomyces maximus              | Galle colorée du saule                        | Fungi            |                                                            | Pembrokeshire, Royaume-Uni | Inconnu                                  | - habitat limité |
| Cryptotis nelsoni                | Musaraigne à petites oreilles de Nelson       | Mammifère        |                                                            | Volcan San Martín Tuxtla, Veracruz, Mexique | Inconnu                                  | - exploitation forestière - pâturage - feu - agriculture                                                                                          |
| Cyclura collei                   | Iguane terrestre de la Jamaïque               | Reptile          |                                                            | Hellshire Hills, Jamaïque | 500-600 individus                        | - destruction de l'habitat - prédation par l'introduction d'espèces                                                                               |
| Dendrophylax fawcettii           | Orchidée des îles Caïmans ou Orchidée Fantôme | Plante           |                                                            | Forêt d'Ironwood, George Town, Grand Cayman | 1000-3000 individus matures              | - développement des infrastructures |
| Dicerorhinus sumatrensis         | Rhinocéros de Sumatra                         | Mammifère        |                                                            | Sabah, Sarawak et Malaisie péninsulaire, Kalimantan et Sumatra, Indonésie                                                                                     | < 250 individus                          | - chasse (pour la corne en médecine traditionnelle chinoise)                                                                                      |
| Diomedea amsterdamensis          | Albatros d'Amsterdam                          | Oiseau           |                                                            | Plateau des Tourbières, île Amsterdam, France | 100 individus adultes                    | - maladies - captures accidentelles par lignes de pêche                                                                                           |
| Dioscorea strydomiana            | Igname stridée                                | Plante           |                                                            | Oshoek et Mpumalanga, Afrique du Sud | 200 individus                            | - usage médical |
| Diospyros katendei               | Ebène de Katende                              | Plante (arbre)   |                                                            | Réserve forestière de Kasyoha-Kitomi, Ouganda | 20 individus au sein d'une seule colonie | - activités agricoles - abattage illégal d'arbres - prospection d'or fluvial - faible population                                                  |
| Dipterocarpus lamellatus         | Diptérocarpe lamellé                          | Plante (arbre)   |                                                            | Réserve forestière de Siangau, Sabah, Malaisie | 12 individus                             | - exploitation forestière des forêts côtières - création de plantations industrielles                                                             |
| Discoglossus nigriventer         | Discoglosse d'Israël                          | Amphibien        |                                                            | Vallée de la Houla, Israël | 50-250 individus                         | - prédation aviaire - contrainte de répartition par destruction d'habitat                                                                         |
| Dombeya mauritiana               | Tilleul marron                                | Plante           |                                                            | Maurice | Inconnu                                  | - compétition par des espèces végétales invasives - perte d'habitat due à la culture du cannabis                                                  |
| Elaeocarpus bojeri               | Olivier bojer                                 | Plante (arbre)   | Elaeocarpus_bojeri_-foliage_-_Mauritius                    | Grand Bassin, Maurice | < 10 individus                           | - dégradation de l'habitat |
| Eleutherodactylus glandulifer    | La Hotte Grenouille glandée                   | Amphibien        |                                                            | Massif de la Hotte, Haïti | Inconnu                                  | - production de charbon de bois - agriculture sur brûlis                                                                                          |
| Eleutherodactylus thorcetes      | Grenouille tachetée de Macaya                 | Amphibien        |                                                            | Pic de Formon et pic de Macaya, massif de la Hotte, Haïti | Inconnu                                  | - production de charbon de bois - agriculture sur brûlis                                                                                          |
| Eriosyce chilensis               | Chilenito (cactus)                            | Plante           |                                                            | Punta Molles et Pichidungui, Chili | < 500 individus                          | - Cueillette des plantes lors des floraisons |
| Erythrina schliebenii            | Arbre corail                                  | Plante           |                                                            | Forêt de Namatimbili-Ngarama, Tanzanie | < 50 individus                           | - habitat limité et population de petite taille augmentant la vulnérabilité                                                                       |
| Euphorbia tanaensis              | Euphorbe de Witu                              | Plante (arbre)   | Eu-tanaensis_inflorescence_morawetz415                     | Réserve forestière de Witu, Kenya | 4 individus adultes                      | - exploitation forestière illégale - expansion agricole - développement d'infrastructures                                                         |
| Calidris pygmaea                 | Bécasseau spatule                             | Oiseau           |                                                            | Accouplement en Russie, migration entre l'Est asiatique et l'Australasie jusqu'au zone d'hivernages au Bangladesh et en Birmanie                              | 100 couples reproducteurs                | - piégeages - conflits frontaliers |
| Ficus katendei                   | Ficus de Katende                              | Plante           |                                                            | Réserve forestière de Kasyoha-Kitomi et rivière Ishasha, Ouganda                                                                                              | < 50 individus adultes                   | - agriculture - abattages d'arbre illégal - exploitation aurifère fluviale                                                                        |
| Geronticus eremita               | Ibis chauve                                   | Oiseau           |                                                            | Accouplement au Maroc, en Turquie et en Syrie. Hivernages en Syrie et en Éthiopie centrale                                                                    | 200–249 individus adultes                | - dégradation et destruction de l'habitat - chasse                                                                                                |
| Gigasiphon macrosiphon           |                                               | Plante           | Gigasiphon_macrosiphon_0zz                                 | Réserves forestières de Kaya Muhaka, Gongoni et Mrima au Kenya ; Réserve naturelle d'Amani, réserve de Kilombero et gorges de Kihansi en Tanzanie             | 33 individus                             | - exploitation du bois - expansion et développement de l'agriculture - prédation par les cochons sauvages                                         |
| Gocea ohridana                   | Gocea d'Ohrid                                 | Mollusque        |                                                            | Lac Ohrid, Macédoine du Nord | Inconnu                                  | - augmentation des niveaux de pollution - captage d'eau - événements de sédimentation                                                             |
| Heleophryne rosei                | Grenouille fantôme de la montagne de la Table | Amphibien        | Heleophryne_rosei_103117497                                | Montagne de la Table, Cap occidental, Afrique du Sud | Inconnu                                  | - plantes invasives - augmentation de l'aridité                                                                                                   |
| Hemicycla paeteliana             | Escargot de Jandia                            | Mollusque        |                                                            | Péninsule de Jandía, Fuerteventura, îles Canaries | Inconnu                                  | - sur-pâturage - piétinement par les caprins et les touristes                                                                                     |
| Heteromirafra sidamoensis        | Alouette d'Érard                              | Oiseau           | Heteromirafra_ruddi,_Wakkerstroom,_Birding_Weto,_a         | Plaines de Liben, Éthiopie | 90–256 individus                         | - expansion agricole - sur-pâturage - conséquences incendiaires                                                                                   |
| Hibiscadelphus woodii            | Hau kuahiwi                                   | Plante (arbuste) | Hibiscadelphus_giffardianus_(5516149163)                   | Vallée de Kalalau, Hawaï | 4 individus matures                      | - dégradation de l'habitat due aux cochons errants - compétition avec des espèces végétales invasives                                             |
| Hucho perryi                     | Sakhaline Taïmen                              | Poisson          |                                                            | Île Sakhaline (Russie) et sur l'Île d'Hokkaido (Japon) | Inconnu                                  | - surpêche (pêche sportive et pêche collatérale) - barrages - agriculture - autres utilisation des terres                                         |
| Johora singaporensis             | Crabe d'eau douce de Singapour                | Crustacé         |                                                            | Réserve naturelle de Bukit Timah et affluents près de Bukit Batok, Singapour                                                                                  | Inconnu                                  | - dégradation de l'habitat degradation due à la réduction de la qualité et de la quantité des eaux                                                |
| Lathyrus belinensis              | Belin Pois doux                               | Plante           | Lathyrus_belinensis_flower_2                               | Alentours du village de Belin, Antalya, Turquie | < 1 000 individus                        | - urbanisation - sur-pâturage - plantation de conifères - élargissement des routes                                                                |
| Leiopelma archeyi                | Grenouille d’Archey                           | Amphibien        |                                                            | Péninsule de Coromandel et forêt de Whareorino, Nouvelle-Zélande                                                                                              | 5000-20000 individus                     | - Chytridiomycosis - prédation par des espèces invasives                                                                                          |
| Lithobates sevosus               | Grenouille sombre de Gopher                   | Amphibien        |                                                            | Comté d'Harrison, Mississippi, États-Unis | 60–100 individus                         | - maladies fongiques - changements climatiques - changements de l'utilisation des sols                                                            |
| Lophura edwardsi                 | Faisan d'Edwards                              | Oiseau           |                                                            | Quang Binh, Quang Tri et Thua Thien-Hue, Viêt Nam | 249 individus                            | - perte de l'habitat - chasse |
| Magnolia wolfii                  | Hojarasco de Santa Rosa                       | Plante           |                                                            | Risaralda, Colombie | < 5 individus                            | - isolement des espèces - faibles taux de régénération                                                                                            |
| Margaritifera marocana           | Margaritifera du Maroc                        | Mollusque        |                                                            | Oued Denna, Oued Abid et Oued Beht, Maroc | < 250 individus                          | - pollution - développement |
| Moominia willii                  | Escargot de Will                              | Mollusque        |                                                            | Silhouette, Seychelles | < 500 individus                          | - espèces invasives - changements climatiques |
| Natalus primus                   | Natalide paillée de Cuba                      | Mammifère        | Natalus_stramineus1                                        | Cueva La Barca, île des Pins, Cuba | < 100 individus                          | - perte de l'habitat - perturbation humaine |
| Nepenthes attenboroughii         | Plante pichet d’Attenborough                  | Plante           |                                                            | Mont Victoria, Palawan, Philippines | 300-500 individus                        | - braconnage |
| Nomascus hainanus                | Gibbon de Hainan                              | Mammifère        |                                                            | Hainan, Chine | < 20 individus                           | - chasse |
| Neurergus kaiseri                | Triton du Lorestan                            | Amphibien        | Neurergus_kaiseri_juvenile                                 | Zagros, Lorestan, Iran | < 1 000 individus                        | - ramassage illégal pour commercialisation |
| Oreocnemis phoenix               | Demoiselle rouge                              | Insecte          |                                                            | Massif Mulanje, Malawi | Inconnu                                  | - dégradation et destruction de l'habitat dues au drainage - expansion agricole - exploitation forestière                                         |
| Pangasius sanitwongsei           | Pangasius géant                               | Poisson          |                                                            | Bassins du Chao Phraya et du Mékong au Cambodge, en Chine, au Laos, en Thaïlande et au Viêt Nam                                                               | Inconnu                                  | - surpêche - pêche pour aquariophilie |
| Parides burchellanus             | Borboleta-ribeirinha                          | Insecte          |                                                            | Cerrado, Brésil | < 100 individus                          | - expansion humaine - distribution limitée |
| Phocoena sinus                   | Marsouin du Golfe de Californie               | Mammifère        |                                                            | Nord du Golfe de Californie, Mexique | Env. 10 individus                        | - capture par filets de pêcheurs |
| Picea neoveitchii                | Épicéa d’Orient                               | Plante           | Picea_neoveitchii_foliage                                  | Monts Qinling, Chine | 156 individus matures                    | - destruction forestière |
| Pinus squamata                   | Pin de Qiaojia                                | Plante           |                                                            | Qiaojia, Yunnan, Chine | < 25 individus                           | - distribution limité - petite taille des populations                                                                                             |
| Poecilotheria metallica          | Mygale ornementale de Gooty                   | Arachnide        |                                                            | Nandyal et Giddalur, Andhra Pradesh, Inde | Inconnu                                  | - déforestation - série de feux de forêt - instabilité civile                                                                                     |
| Pomarea whitneyi                 | Monarque de Fatu Hiva                         | Oiseau           |                                                            | Fatu Hiva, Îles Marquises, Polynésie française | 50 individus                             | - prédation par introduction des rats et chats errants                                                                                            |
| Pristis pristis                  | Poisson-scie commun                           | Poisson          |                                                            | Eaux côtières tropicales et subtropicales des océans Indien, Pacifique et Atlantique. Actuellement[Quand ?][Quand ?] uniquement limité au nord de l'Australie | Inconnu                                  | - son exploitation a drastiquement réduit plus de 95 % de la distribution historique de l'espèce                                                  |
| Prolemur simus                   | Grand Hapalémur                               | Mammifère        |                                                            | Forêts humides du centre et du sud-est de Madagascar | 100–160 individus                        | - agriculture - exploitation minière - exploitation forestière illégale                                                                           |
| Propithecus candidus             | Propithèque soyeux                            | Mammifère        |                                                            | De Maroantsetra au district d'Andapa et massif du Marojejy, Madagascar                                                                                        | 100–1 000 individus                      | - chasse - perturbation de l'habitat |
| Psammobates geometricus          | Tortue géométrique                            | Reptile          |                                                            | Cap oriental, Afrique du Sud | 800 individus                            | - destruction de l'habitat - prédation |
| Pseudoryx nghetinhensis          | Saola                                         | Mammifère        |                                                            | Monts Annamitiques sur la frontière entre le Viêt Nam et le Laos                                                                                              | 50-300 individus                         | - destruction de l'habitat - chasse |
| Psiadia cataractae               | Petite marguerite des cataractes              | Plante           |                                                            | Maurice | Inconnu                                  | - projets de développement - compétition par des espèces végétales invasives                                                                      |
| Psorodonotus ebneri              | Le grillon de brousse du Calbali              | Insecte          |                                                            | Monts Beydaglari (en), Antalya, Turquie | Inconnu                                  | - changements climatiques - perte de l'habitat |
| Rafetus swinhoei                 | Tortue à carapace molle                       | Reptile          |                                                            | Lac Hoan Kiem et lac Dong Mo au Viêt Nam et zoo de Suzhou en Chine                                                                                            | 3 individus                              | - chasse pour la consommation - destruction des zones humides - pollution                                                                         |
| Rhinoceros sondaicus             | Rhinocéros de Java                            | Mammifère        |                                                            | Parc national d'Ujung Kulon, Java, Indonésie | < 58 individus                           | - chasse pour la médecine traditionnelle chinoise - petite taille des populations                                                                 |
| Rhinopithecus avunculus          | Rhinopithèque du Tonkin                       | Mammifère        | Tonkin_snub-nosed_monkeys_(Rhinopithecus_avunculus)        | Nord-est du Viêt Nam | < 200 individus                          | - perte d'habitat - chasse |
| Rhizanthella gardneri            | Orchidéé de Wheatbelt                         | Plante           |                                                            | Australie-Occidentale, Australie | < 100 individus                          | - décapage du substrat pour l'agriculture - changement climatique - salinisation                                                                  |
| Rhynchocyon sp.                  | Macroscélidé de Peters                        | Mammifère        |                                                            | Forêt de Boni-Dodori, zone de Lamu, Kenya | Inconnu                                  | - développement causant une perte de l'habitat |
| Risiocnemis seidenschwarzi       | Risiocnemis de Seidenschwarz                  | Insecte          | Risiocnemis_seidenschwarzi                                 | Affluents de la rivière Kawasan, Cebu, Philippines | 20-50 individus matures                  | - dégradation et destruction de l'habitat |
| Rosa arabica                     | Rose sauvage du Sinaï                         | Plante           | Rosa_arabica,_Conservatoire_botanique_national_de_Brest_03 | Mont Sainte-Catherine, Égypte | Inconnu, 10 sous-populations             | - pâturage par les animaux domestiques - changements climatiques et sécheresses - ramassage comme plante médicinale - distribution limitée        |
| Salanoia durrelli                | Vontsira à queue brune                        | Mammifère        |                                                            | Marches du lac Alaotra, Madagascar | Inconnu                                  | - perte de l'habitat |
| Santamartamys rufodorsalis       | Rat d'arbre roux                              | Mammifère        |                                                            | Sierra Nevada de Santa Marta, Colombie | <50 individus                            | - développement urbain - culture du café |
| Scaturiginichthys vermeilipinnis | Œil bleu à nageoires rouges                   | Poisson          |                                                            | Edgbaston Station, centre-ouest du Queensland, Australie | 2 000-4 000 individus                    | - prédation par des espèces introduites |
| Squatina squatina                | Ange de mer commun                            | Poisson          |                                                            | Îles Canaries | Inconnu                                  | - filets dérivants |
| Sterna bernsteini                | Sterne d'Orient                               | Oiseau           | Chinese_crested_tern_colony                                | Accouplement au Zhejiang et au Fujian en Chine ; reste du temps en Indonésie, Malaisie, Philippines, Taïwan et Thaïlande.                                     | < 50 individus                           | - destruction de l'habitat - ramassage des œufs                                                                                                   |
| Syngnathus watermeyeri           | Poisson-pipe estuarien                        | Poisson          | Syngnathus_watermeyeri                                     | Estuaire du Kariega à l'estuaire du Kleinemonde, Cap oriental, Afrique du Sud                                                                                 | 100-250 individus                        | - construction de barrage altérant les débits des rivières - inondation des estuaires                                                             |
| Tahina spectabilis               | Palmier Tahina                                | Plante           |                                                            | District d'Analalava, Madagascar | 90 individus                             | - feu - exploitation forestière - agriculture |
| Telmatobufo bullocki             | Crapaud à tête de bœuf                        | Amphibien        |                                                            | Cordillère de Nahuelbuta, province d'Arauco, Chili | Inconnu                                  | - construction de barrage hydro-électrique |
| Tokudaia muenninki               | Rat épineux d’Okinawa                         | Mammifère        |                                                            | île d'Okinawa, Japon | Inconnu                                  | - perte d'habitat - prédation par les chats errants                                                                                               |
| Trigonostigma somphongsi         | Rasbora de Somphongs                          | Poisson          |                                                            | bassin du Mae Klong, Thaïlande | Inconnu                                  | - agriculture et urbanisation |
| Valencia letourneuxi             | Korfu                                         | Poisson          | Corfou valence                                             | Albanie méridionale et Grèce occidentale | Inconnu                                  | - destruction d'habitat - eau abstraction - interaction agressive avec Gambusia                                                                   |
| Voanioala gerardii               | Forêt Noix de coco                            | Plante           |                                                            | Péninsule de Masoala, Madagascar | < 10 individus                           | - déforestation - récolte pour consommation des cœurs de palmiers                                                                                 |
| Zaglossus attenboroughi          | Echidné d'Attenborough                        | Mammifère        | Zaglossus_attenboroughi_Flannery                           | Monts Cyclope, province de Papouasie, Indonésie | Inconnu                                  | - dégradation et modification de l'habitat - exploitation forestière - extension agricoles repoussant la culture et la chasse par les autochtones |